# Hein Gorny

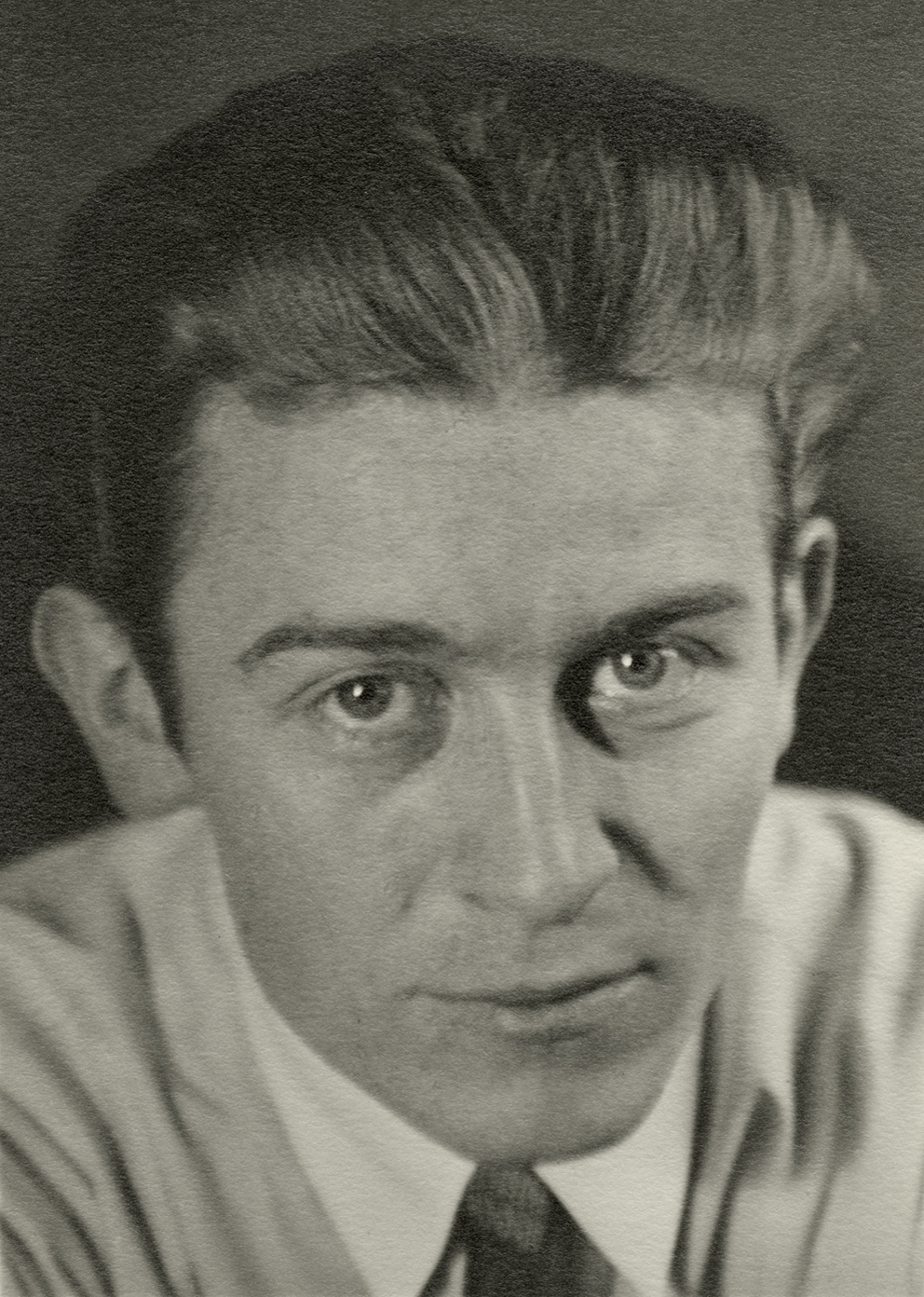
Hein Gorny, Selbstporträt, um 1930

Hein Gorny (* 21. April 1904 in Witten; † 14. Juni 1967 in Hannover) war ein deutscher Fotograf, der im Geist der Neuen Sachlichkeit vor allem experimentelle Fotografie, Werbeaufnahmen, Porträtstudien, Tierfotografie, Sach- und Industrieaufnahmen machte.

## Biographie
1922 ging Hein Gorny, nach Abbruch einer Tischlerlehre, nach Hannover. Dort hatte er Kontakt zum „Kröpcke-Kreis“ und lernte den damaligen Geschäftsleiter der Kestnergesellschaft, Hanns Krenz, kennen. Zwei Jahre später, auf Reisen nach Italien und Ägypten, entstanden die ersten Fotos von Hein Gorny. Vermittelt durch Hanns Krenz wurden sie im Hannoverschen Anzeiger veröffentlicht. 1925 porträtierte Hein Gorny den bekannten Kulturphilosophen Theodor Lessing in Hannover. Bei dieser Begegnung lernte er auch dessen Tochter Ruth Lessing kennen, die später seine Frau wurde. Eine andere prägende Begegnung war 1927 die Bekanntschaft mit Albert Renger-Patzsch, der zu diesem Zeitpunkt eine Ausstellung in der Kestnergesellschaft vorbereitete. Als Autodidakt begann Hein Gorny 1929 als Fotograf zu arbeiten und erhielt erste Aufträge. In dieser Zeit eröffnete er ein eigenes Photoatelier in Hannover. Hein Gorny bekam in Hannover Kontakt zum intellektuellen Kreis. Ein Jahr später reiste er zusammen mit Erich Ohser und Erich Kästner nach Leningrad und Moskau. Er war mit dem Fotografen Otto Umbehr (Umbo) befreundet.
1931 zog Hein Gorny zusammen mit Ruth Lessing nach Berlin. Ein Jahr später heirateten die beiden. Hein Gornys Schwiegervater Theodor Lessing wurde 1933 in Marienbad Opfer eines Attentats. 1934 versuchte Hein Gorny eine Arbeitserlaubnis in Paris zu bekommen. Dies scheiterte. Auf Empfehlung arbeitete er dann in St. Moritz für die Kulturverwaltung. Für photographische Reportagen und Werbeaufnahmen kehrte Hein Gorny zwischenzeitlich nach Hannover zurück, wo er u. a. Reportagen für Bahlsen und Feldmühle schuf. 1935 zog er mit seiner Frau in die Lindenallee 4, Berlin. Im selben Jahr wurde sein Sohn Peter Hanns geboren. Ebenfalls in diesem Jahr übernahm Hein Gorny das Atelier von Lotte Jacobi am Kurfürstendamm 35, nachdem diese in die USA emigriert war. Ruth Gorny verwaltete das Archiv und führte die Laborarbeiten aus. Hein Gorny wurde in die Gesellschaft Deutscher Lichtbildner berufen und war dort Mitglied von 1936 bis 1938.
Im Jahr 1938 hatte eine Veröffentlichung in der Zeitschrift Das Schwarze Korps zur Folge, dass Hein Gorny denunziert wurde. Die Reichspressekammer forderte ihn auf, sich von seiner jüdischen Frau scheiden zu lassen. Dies lehnte Hein Gorny ab. Finanziert vom Bruckmann Verlag, reiste er nach New York, um sich dort eine neue Existenz aufzubauen, währenddessen bereitete Ruth Gorny ihre Ausreise vor und verkaufte das Atelier an den Bremer Fotografen Karl Theodor Gremmler, der
seinen Standort im Januar 1939 nach Berlin verlegte. Gornys endgültige Umsiedlung in die USA scheiterte jedoch, da Ruth Gorny keine Aufenthaltsgenehmigung bekam. Aus diesem Grund kehrte Hein Gorny 1939 wieder nach Deutschland zurück. Ab etwa Februar 1939 betrieben Karl Theodor Gremmler und Hein Gorny das Berliner Atelier als „Fotografie Gremmler-Gorny. Atelier für moderne Fotografie“ gemeinsam. Ab circa 1940 firmieren beide Fotografen weiterhin unter gleicher Adresse, jedoch bis zu Gremmlers Tod 1941 als separate Studios.
Die Tochter Katrin Barbara wurde geboren. 1941 wurde Gorny wegen seiner Ehe mit einer Jüdin als „wehrunwürdig“ eingestuft und deshalb nicht in den Kriegsdienst eingezogen. Trotzdem konnte er weiter, zwar mit Einschränkungen, als Fotograf arbeiten. Sein Freund Werner Kube, der für den Bruckmann Verlag arbeitete, vermittelte ihm 1942 einen kriegswichtigen Auftrag für ein Buch über Gebirgsjäger. Aufgrund dieser Tätigkeit wurde Gorny vom Arbeitsdienst freigestellt. 1943 wurde das Haus Kurfürstendamm 35 von Bomben getroffen, das Photoatelier blieb erhalten, aber das Löschwasser zerstörte einen Teil des Negativ-Archivs. 1944 wurde die Wohnung der Familie Gorny zerstört. Im Januar 1945 ließ sich Hein Gorny scheiden und heiratete seine Fotolaborantin Bayerle. Im April zog er mit seiner neuen Ehefrau nach Caputh, wo er am 25. April 1945 von sowjetischen Truppen als Zivilgefangener festgenommen wurde. Ab Mitte Mai kam er frei und zog wieder nach Berlin. Er ließ sich von Bayerle scheiden und heiratete im Herbst Ruth ein zweites Mal. 1946 kam es zu einer erneuten Scheidung der beiden.
In den folgenden Jahren betätigte Hein Gorny sich im Kunsthandel und wurde für kurze Zeit Teilhaber eines Studios für Werbefotografie in Kassel. Infolge einer Krankheit, die sich bereits in den letzten Kriegsjahren abgezeichnet hatte, kam er in eine Klinik in Hannover. In der Heilanstalt in Ilten wurde er photographisch noch vereinzelt aktiv, doch die angefangenen Projekte konnte er nicht mehr abschließen. Durch einen Zimmerbrand schwer verletzt, starb er am 14. Juni 1967.

## Werk und Rezeption
Im Stil der Neuen Sachlichkeit machte Hein Gorny Werbefotografien für hannoversche Firmen, u. a. für Bahlsen, Pelikan AG, AEG und Feldmühle. Mit Kurt Schwitters kam es 1929 zu einer Zusammenarbeit für die üstra, die Hannoverschen Verkehrsbetriebe. Gornys Fotografien illustrierten die Straßenbahnschilder, die Schwitters in Verbindung mit der MERZ-Werbezentrale entwarf. Schwitters Werbegrafiken lösten die alten Emailleschilder der Üstra ab. In den Jahren von 1930 bis 1940 erschienen seine Werbefotografien in der Edition Arts et Métiers graphiques, „Photographie and Photo Ciné Graphie“ und in der Gebrauchsgraphik: International Advertising Art, heute Novum. Mit 29 Publikationen in der französischen Zeitschrift „Photographie“ von Arts et Métiers Graphiques ist Hein Gorny der meist vertretene Fotograf seiner Zeit. In den Berliner Jahren publizierte er vor allem Bildbände über Tiere und Landschaften. Als Illustrationsfotograf schuf er hierbei Illustrationen zum bereits fertigen Text eines Autors. In den 1930er Jahren arbeitete Gorny gemeinsam mit dem Schriftsteller Paul Eipper an mehreren Tier- und Landschaftsbüchern, beispielsweise die 1936 veröffentlichte Publikation „Die gelbe Dogge Senta“. Zwei Jahre später erschien Gornys bekannteste Veröffentlichung „Ein Pferdebuch“, (mit einem Vorwort von Wolf von Baudissin), welches neun Mal aufgelegt wurde. Während dieser Zeit war Gorny auch als Modefotograf tätig. Es entstand eine Reihe von Bademodefotografien in Prerow. Gornys Arbeit umfasste jedoch ein breites Themenspektrum; 1935 begann er mit dem Auftrag von Hans-Hasso von Veltheim, dessen Schloss in Ostrau und Hunde in eine Reihe von Fotografien aufzunehmen. 1935 wurde er von Feldmühle, dem größten deutschen Papierhersteller, beaufgetragt, die Publikation für das fünfzigste Jubiläum zu illustrieren. Über 240 Fotografien wurden in unterschiedlichen Betriebsstätten aufgenommen. Im selben Jahr wurde die Publikation zum Jubiläum von Pelikan veröffentlicht, die ebenfalls Aufnahmen von Hein Gorny enthält. 1939 hat ihn auch Bahlsen für die Jubiläumspublikation als Fotograf eingestellt. Eine weitere Publikation sollte auch für ROGO Strumpfwerke entstehen. Zwischen 1942 und 1943 machte Hein Gorny zahlreiche Aufnahmen. Schließlich veröffentlichte ROGO kein Buch.
In den Jahren 1945 und 1946 fotografierte Gorny zusammen mit dem amerikanischen Fotografen Adolph C. Byers das in Trümmern liegende Berlin aus der Luft wie am Boden. Der Plan die umfangreiche Trümmerbildserie in einem Buch mit dem Titel „In Memoriam“ zu veröffentlichen, konnte nicht realisiert werden.
1972 fand in den Räumen der Spectrum Photogalerie in Hannover eine Retrospektive über Hein Gornys fotografisches Schaffen statt. Der Fotograf und Gründer der Spectrum Photogalerie Heinrich Riebesehl wählte Gornys Fotografien für die Eröffnungsausstellung der Galerie aus.

„Besonders in seinen frühen Arbeiten ist die Freude am Experiment, die Aufgeschlossenheit allem Neuen und Ungewöhnlichen gegenüber deutlich sichtbar. Seine positive Einstellung zum Leben, seine unbeschwerte, fast überschwängliche Art, das Medium Fotografie zu benutzen, ließen ihn – bewusst oder unbewusst – den Zeitgeschmack übernehmen.“

Seine Werke befinden sich größtenteils im Bildarchiv Preußischer Kulturbesitz, im Sprengel Museum (Dauerleihgabe Archiv Pelikan), im Archiv der Firma Bahlsen, in der Berlinischen Galerie und in der Collection Regard Berlin. Außerdem befinden sich in den Beständen des Museums Folkwang in Essen und des Museums für Kunst und Gewerbe in Hamburg einige Fotografien, weitere Abzüge sind im Museum of Modern Art in San Francisco.

## Werkbestand
Ende 2023 konnte die Deutsche Fotothek den Nachlass Hein Gorny von Marc Barbey übernehmen, der das Werk Gornys als Nachlassverwalter betreut und seit 2011 mit zahlreichen Ausstellungen und Publikationen im Rahmen seiner Collection Regard nach fast 40 Jahren wieder an die Öffentlichkeit gebracht hat. Enthalten sind rund 17.000 Negative, rund 940 Vintage Prints, überwiegend in den Formaten 18 × 24 cm und 9 × 12 cm, 50 spätere Abzüge aus den 1970er Jahren, 86 Modern Prints sowie Fotoalben und zahlreiche Publikationsbelege.

## Ausstellungen
- 1930 München Das Lichtbild
- 1935 Paris Salon International d´Art Photographique
- 1936 Paris Exposition Internationale de la Photographie Contemporaine (Musée des Arts Décoratifs, Pavillon de Marsan)
- 1972 Hannover (Spectrum Photogalerie, heute im Sprengel Museum Hannover)
- 1973 Hamburg (Landesbildstelle Hamburg)
- 1975 Hannover (Spectrum Photogalerie, heute im Sprengel Museum Hannover)
- 1982 Berlin (Berlinische Galerie)
- 1991 USA THE HORSE PHOTOGRAPHIC IMAGES, 1839 TO THE PRESENT The Palmer Museum of Art (Pennsylvania State University)
- 1996 Paris Plaisirs visuels et nouvelle vision (Galerie Françoise Paviot)
- 1997 Bonn (Kunst- und Ausstellungshalle der Bundesrepublik Deutschland)
- 1999–2000 Madrid (FOTOGRAFIA PUBLICA Museo Nacional Centro de Arte Reina Sofia)
- 2001 München Die Eleganz Der Diktatur Modephotographien in Deutschen Zeitschriften 1936–1943 (Münchener Stadtmuseum)
- 2011 Berlin Hommage à Berlin (Collection Regard)
- 2012 Berlin Hein Gorny und Heinrich Riebesehl: Hein Gorny in der Spectrum Photogalerie Hannover, 1972 (Collection Regard)
- 2014 Berlin Vom allzu flüchtigen Reiz der Bewegung Fotografien von Peter Thomann und Hein Gorny (Collection Regard)
- 2015 Bologna Hein Gorny, New Objectivity and Industry im Palazzo Pepoli (Historischen Museum) im Rahmen von FOTO/Industria 2015
- 2015 Berlin Art in Berlin 1880–1980. From the Collection (Berlinische Galerie)
- 2015 Arles Collection Regard – Salon Photographique (FOTOHAUS)
- 2015 Berlin Europe under construction : Berlin 1945–2015 (Galerie 36)
- 2016 Berlin Hein Gorny, New Objectivity and Industry (Collection Regard)
- 2016 Moscow Hein Gorny, New Objectivity and Industry (Multimedia Art Museum Moskow, Photobiennale 2016)
- 2016 Arles Collection Regard – Salon Photographique (FOTOHAUS)
- 2016 Paris Natur und Industrie – Manfred Paul & Hein Gorny (Galerie Binome)
- 2017 Arles Collection Regard – Salon Photographique (FOTOHAUS)
- 2018 Hannover Revonnah. Kunst der Avantgarde in Hannover 1912–1933 (Sprengel Museum)
- 2018 Hamburg [SPACE] STREET. LIFE. PHOTOGRAPHY. SEVEN DECADES OF STREET PHOTOGRAPHY (Deichtorhallen Hamburg) im Rahmen der Triennale der Photographie Hamburg
- 2018 Arles Collection Regard – Salon Photographique (FOTOHAUS)
- 2019 Paris PHOTO: HEIN GORNY  (Librairie Métamorphoses/Collection Regard)
- 2019 Hamburg Welt im Umbruch Kunst der 20er Jahre (Bucerius Forum)
- 2020 Paris PHOTO: HEIN GORNY (Collection Regard)
- 2020 Mannheim  Between Art and Commerce (Port25) im Rahmen der Biennale für aktuelle Fotografie
- 2021 Frankfurt am Main Neu Sehen (Städel Museum)
- 2022 Paris Allemagne / Années 20 / Nouvelle Objectivité / August Sander/ (Centre Pompidou)

### Fotoabbildungen Hein Gornys in Büchern und Heften
- Wolf H. Döring: Bildnisse – drinnen und draußen. Halle 1939.
- Wilhelm Knapp: Kamera auf Skiern. Halle 1937.
- Paul Eipper: Dein Wald. Herbst und Winter. Berlin 1932.
- Paul Eipper: Prangender Sommer im deutschen Wald. Berlin 1933.
- Paul Eipper: Liebe zum Tier. Erlebtes und Geschautes. Berlin 1937.
- Paul Eipper: Die gelbe Dogge Senta. München 1951.
- Hein Gorny: Die Chronik der Feldmühle. Stettin 1935.
- Hein Gorny, Karl Thurner: Der Haflinger – Unser deutsches Bergpferd. München 1942.
- Hein Gorny, Karl Thurner: Pferde am Gletscher. München 1942.
- Hein Gorny: Ein Pferdebuch. München 1938.
- Hein Gorny: Ein Hundebuch. München 1941.
- Hein Gorny, H. E. Trieb: Fotoerfolg am Badestrand. Halle 1941.
- Julius Kempf: Buntes Trachtenbüchlein Oberbayern. München 1954.
- Ilse Obrig: Dackel Jüttje und das Katzenkind. Stuttgart 1952.
- H. L. Oeser: Das Nieverlorene Paradies. Aus deutschen Wäldern, Wiesen und Gärten. Ein Bildwerk vom Pflanzenreich. Berlin 1934.
- Hanns Reich: Pferd. Ein terra magica Bildband. Düsseldorf 1967.
- Reichsinnungsverband des Schlosserhandwerks Berlin (Hrsg.): Der Schlüssel erschließt Ihnen Interessantes für die Gestaltung von Haus, Heim und Hof. (Werbeschrift). Berlin. O.J.
- Alexander Schmook: Im grünen Revier – Jagd – und Tiergeschichten. Berlin 1936.
- Georg Thurmaier, Josef Rick: Das helle Segel. Freiburg 1936.
- H. E. Trieb: Durch Wald und Flur. Halle 1939.
- Karl Zorn: Im Westerwald und Taunus: Aus den Erlebnissen und Erinnerungen eines Wildmeisters. Hamburg/Berlin 1966.
- Jean-Claude Gautrand, préface P. Borhan: Visions du sport. Photographies 1860–1960. Admira (F) 1989, ISBN 2-907658-02-6.
- Gerald Lang, Elizabeth Atwood Lawrence, Lee Marks: The Horse: Photographic Images, 1839 to the Present. Harry N. Abrams, New York 1991, ISBN 0-8109-3407-8.
- Martin Knechtges, Jörg Schenuit (Hrsg.): Irritierende Kräfte. Eros & Paideia. (= Fuge. Journal für Religion und Moderne. Band 10). Paderborn 2012, ISBN 978-3-506-77545-0.
- Günther Wagner (Hrsg.): "Firmengeschichte, Wirtschaftsgeschichte, Schreibgeräte, Kataloge – Pelikan. Hannover 1938.
- Norbert Jacques: Bahlsen Keksfabrik 1889–1939. Zum 50.Geburtstag des Bestehens. Hannover 1939.
- U. Pohlmann, S. Förster: Die Eleganz der Diktatur Modephotographien in deutschen Zeitschriften 1936–1943. München 2001.

### Kataloge
- H. G. Hannover 1972. (Kat. Spectrum Photogalerie)
- La Photographie sous la Republique de Weimar. Une exposition de l`Institut pour les Relations Culturelles avec l´Etranger (Institut für Auslandsbeziehungen). Stuttgart 1980.
- Van Deren Coke: Avantgarde Photography in Germany, 1919–1939, München 1982, S. 68/69.
- Berlin fotografisch: Fotografie in Berlin 1860–1982. Berlin 1982. (Kat. Berlinische Galerie)
- Photographische Perspektiven aus den Zwanziger Jahren ( 20er Jahre ). Katalog der Ausstellung 1994 im Museum für Kunst und Gewerbe in Hamburg. Vorwort Wilhelm Hornbostel Aus der Reihe Dokumente der Photographie, Band 4. Hamburg 1994. (Kat. Museum für Kunst und Gewerbe)
- Deutsche Fotografie. Macht eines Mediums 1870–1970. Köln 1997. (Kat. Kunst- und Ausstellungshalle BRD, Bonn)
- Und sie haben Deutschland verlassen...müssen. Fotografen und ihre Bilder 1928–1997. Bonn 1997. (Ausst.-Kat. Rheinisches Landesmuseum)
- Horacio Fernández/Centro de arte Reina Sofia Madrid & Aldeasa:Fotografia Publica. Photography in Print 1919–1939.1999
- Eugenia Parry Janis:At the Still Point. Photographs from the Manfred Heiting Collection. Volume II, Part 1 1915–1968. 2000
- Hommage à Berlin. Hein Gorny – Adolph C. Byers – Friedrich Seidenstücker. Berlin 2011. (Kat. Collection Regard) ISBN 978-3-00-033886-1.
- Hein Gorny und Heinrich Riebesehl: Hein Gorny in der Spectrum Photogalerie Hannover, 1972. Berlin 2012. (Kat. Collection Regard) ISBN 978-3-00-039556-7.
- Hein Gorny, New Objectivity and Industry Berlin 2015. (Kat. Collection Regard)
- PHOTO: HEIN GORNY Berlin 2019. (Kat. Collection Regard)

### Zeitschriften
- Hannoverscher Anzeiger. 1924.
- Westermanns Monatshefte. 77. Jahrgang 153. Band 1. und 2.Teil September 1932 bis Februar 1933. Heft 913–918. Braunschweig 1932.
- Gebrauchsgraphik. 1933.
- La photo pour tous. jan: G. Chambertrand 'Bilan 1933'. 1934.
- Arts et Metiers Graphiques. Photographie. Paris 1932, 1933–1934, 1935, 1936, 1937, 1938, 1939.
- Das Deutsche Lichtbild (1932). Jahresschau 1932. Berlin 1931.
- Das Deutsche Lichtbild (1934). Jahresschau 1934. Berlin 1933.
- Das Deutsche Lichtbild (1935). Jahresschau 1935. Berlin 1934.
- Das Deutsche Lichtbild (1936). Jahresschau 1936. Berlin 1935.
- Arts et Metiers Graphiques. Paris 1936.
- Rolleiflex Revue. (F) 3/fev. In: Photos modernes. (F) 35, 1936.
- Fotoerfolg am Badestrand. (= Fotorat auf Reisen.  Bd. 8). (HG) Wilhelm Knapp, Halle 1937.
- Die Wehrmacht. Sonderausgabe Manöver 1937. (HG) Reichskriegsministerium. Berlin 1937.
- Kamera auf Skiern. (= Fotorat auf Reisen. Bd. 9). (HG) Wilhelm Knapp. Halle 1937.
- Das Deutsche Lichtbild (1938). Jahresschau 1938. Berlin/Stuttgart 1938.
- Photo A.B.P. Bruxelles (B) 1/1fev. Fotograficky Obzor (CZ) 2. Photographika Kodak (D) 19. Das schwarze Korps (D. 1938.
- Volk und Welt. Heft 2, Februar 1939. Deutschlands Monatsbuch. Hannover 1939. (HG. Oppermann)
- Durch Wald und Flur. (= Fotorat auf Reisen. Bd. 11). (HG) Wilhelm Knapp. Halle 1939.
- Arts et Metiers Graphiques. Photographie. Jahrgang 1930–1940.
- Coronet. (USA) jan. 1940.
- Belles photos de plages. (= Photo Conseil. Bd. 5). (HG) Wilhelm Knapp. Halle 1942.
- Camera C. J. Bucher, Lucerne (CH) avr: les indépendants, mécanisme et expression. 1967.
- Almut Klingbeil: Theodor Lessing, Hein Gorny und die Neue Sachlichkeit. In: Fotogeschichte. Beiträge zur Geschichte und Ästhetik der Fotografie. Bd. 19, Nr. 73, 1999, S. 29–38.
- DGPh intern (D) Jahranf 25/mar. 2002.
- Klaus Honnef: Hein Gorny – Neue Sachlichkeit und Neues Sehen – Ein Erneuerer der Photographie. In: Lettre International Nr. 135, Winter 2021, S. 112–117.

### Lexika
- M. Auer: Encyclopédie Internationale des Photographes de 1839 à nos jours. Hermance 1985, ISBN 2-903671-04-4.
- M. Auer: Encyclopédie internationale des photographes. (= Auer Index). Hermance 1992, ISBN 2-903671-09-5.
- Michel Guillemot (Hrsg.): Dictionnaire mondial de la photographie. Larousse (F) 1994, ISBN 2-03-511315-6.
- J.-P. Breuille: Dictionnaire de la photo. Paris 1996, ISBN 2-03-750014-9.
- M. Auer: Encyclopédie internationale des photographes des débuts à nos jours. Cd-Rom. Ides et Calendes, Neuchâtel (CH) 1997, ISBN 2-8258-0126-7.
- J. Krichbaum: Lexikon der Fotografen. Fischer-Taschenbuch-Verlag, Frankfurt am Main 1981, ISBN 3-596-26418-9.
- H.-M. Koetzle: Das Lexikon der Fotografen 1900 bis heute. München 2002, ISBN 3-426-66479-8.
- Reinhold Mißelbeck (Hrsg.): Prestel-Lexikon der Fotografen. Von den Anfängen 1839 bis zur Gegenwart. München / Berlin / London / New York 2002, ISBN 3-7913-2529-9.
- Collection M. + M. Auer : une histoire de la photographie. Hermance (CH) 2003, ISBN 2-903671-14-1.
- Renaud Vercouter, Max von Bismarck (Hrsg.): Europe under construction, Berlin 1945–2015. Verlag Chaussée 36, Berlin 2015, ISBN 978-3-9817566-0-9.